# Кехеле, Хорст
Хорст Ке́хеле (нем. Horst Kächele; 18 февраля 1944, Куфштайн — 28 июня 2020) — известный учёный в области исследований психоаналитического процесса, профессор, доктор медицины, декан отделения психотерапии Ульмского университета (с 1990), директор Штутгартского центра психотерапевтических исследований, приглашённый профессор психоанализа Лондонского университета, член комитета по психоаналитическим исследованиям Международной психоаналитической ассоциации. Был президентом Общества психоаналитических исследований (1990).
С 1970 году начал сотрудничать с профессором Хельмутом Томе. В соавторстве с ним опубликовал двухтомный учебник по психоаналитической терапии, неоднократно переиздававшийся по-немецки и по-английски. Кроме того, двухтомник переведён на венгерский, испанский, итальянский, литовский, польский, португальский, румынский, русский и чешский языки.

## Сочинения
- Хельмут Томе[нем.], Хорст Кехеле. Современный психоанализ. Т. 1. Теория: Пер. с англ. = Psychoanalytic Practice. Principles / Общ. ред. А. В. Казанской. — М.: Издательская группа «Прогресс», 1996. — 576 с. — 10 000 экз.
- Хельмут Томе[нем.], Хорст Кехеле. Современный психоанализ. Т. 2. Практика: Пер. с англ. = Psychoanalytic Practice. Clinical Studies / Общ. ред. А. В. Казанской. — М.: Издательская группа «Прогресс», 1996. — 776 с. — 10 000 экз.
- Х.Томе[нем.], Х.Кехеле. Перенос и взаимоотношения в психоаналитической терапии // Московский психотерапевтический журнал. — 1993. — № 4.
- Кехеле Х. Может ли «просто несчастье» быть целью психоаналитического лечения // Московский психотерапевтический журнал. — 1996. — № 2.
- Х.Томе[нем.], Х.Кехеле. Как мы работаем и пишем вдвоём // Московский психотерапевтический журнал. — 1997. — № 4.
- Кехеле Х., Буххайм А., Шмукер Г. Развитие, привязанность и взаимоотношения: новые психоаналитические концепции // Московский психотерапевтический журнал. — 2002. — № 3.